# Division 1 1948-1949
La Division 1 1948-1949 è stata la 11ª edizione della massima serie del campionato francese di calcio, disputato tra il 22 agosto 1948 e il 29 maggio 1949 e concluso con la vittoria dello Stade Reims, al suo primo titolo.
Capocannonieri del torneo sono stati Jean Baratte (Lilla) e Josef Humpál (Sochaux) con 31 reti.
Alla fine della stagione lo Stade Reims, squadra campione, partecipa alla prima edizione della Coppa Latina, torneo che mette in competizione le squadre campioni di Francia, Italia, Portogallo e Spagna; il torneo viene disputato tra il 26 giugno e il 3 luglio 1949.

## Classifica finale
|  | Pos. | Squadra             | Pt | G  | V  | N  | P  | GF  | GS | MR    |
|  | ---- | ------------------- | -- | -- | -- | -- | -- | --- | -- | ----- |
|  | 1.   | Stade Reims         | 48 | 34 | 22 | 4  | 8  | 90  | 54 | 1,667 |
|  | 2.   | Lilla               | 47 | 34 | 21 | 5  | 8  | 102 | 40 | 2,55  |
|  | 3.   | Olympique Marsiglia | 42 | 34 | 18 | 6  | 10 | 95  | 58 | 1,638 |
|  | 4.   | Rennes              | 41 | 34 | 16 | 9  | 9  | 61  | 49 | 1,245 |
|  | 5.   | Sochaux             | 38 | 34 | 16 | 6  | 12 | 74  | 52 | 1,423 |
|  | 6.   | RC France           | 36 | 34 | 14 | 8  | 12 | 71  | 56 | 1,268 |
|  | 7.   | Nizza               | 36 | 34 | 13 | 10 | 11 | 60  | 58 | 1,034 |
|  | 8.   | Saint-Étienne       | 35 | 34 | 13 | 9  | 12 | 68  | 72 | 0,944 |
|  | 9.   | Tolosa              | 34 | 34 | 16 | 2  | 16 | 56  | 53 | 1,057 |
|  | 10.  | Stade Français      | 32 | 34 | 10 | 12 | 12 | 59  | 72 | 0,819 |
|  | 11.  | Colmar              | 31 | 34 | 12 | 7  | 15 | 61  | 78 | 0,782 |
|  | 12.  | Montpellier         | 29 | 34 | 12 | 5  | 17 | 57  | 71 | 0,803 |
|  | 13.  | Sète                | 29 | 34 | 10 | 9  | 15 | 34  | 58 | 0,618 |
|  | 14.  | Roubaix-Tourcoing   | 29 | 34 | 11 | 7  | 16 | 55  | 89 | 0,586 |
|  | 15.  | FC Nancy            | 28 | 34 | 11 | 6  | 17 | 53  | 69 | 0,768 |
|  | 16.  | Metz                | 26 | 34 | 10 | 6  | 18 | 60  | 79 | 0,759 |
|  | 17.  | Strasburgo          | 26 | 34 | 10 | 6  | 18 | 40  | 68 | 0,588 |
|  | 18.  | Cannes              | 25 | 34 | 10 | 5  | 19 | 42  | 62 | 0,677 |

Legenda:
      Campione di Francia
      Retrocesso in Division 2 1948-1949
Note:
Due punti a vittoria, uno a pareggio, zero a sconfitta.
Colmar retrocesso d'ufficio in Division 3 in seguito alla perdita dello statuto di squadra professionistica.

## Statistiche

### Individuali

#### Classifica marcatori
| Gol |  |  | Giocatore               | Squadra             |
| --- |  |  | ----------------------- | ------------------- |
| 26  |  |  | Jean Baratte            | Lilla               |
| 26  |  |  | Josef Humpál            | Sochaux             |
| 25  |  |  | Henri Baillot           | Metz                |
| 24  |  |  | Jean Grumellon          | Rennes              |
| 22  |  |  | Pierre Bini             | Stade Reims         |
| 20  |  |  | André Strappe           | Lilla               |
| 19  |  |  | Georges Moreel          | RC Parigi           |
| 18  |  |  | Jean-Jacques Kretschmar | Roubaix-Tourcoing   |
| 17  |  |  | Marius Walter           | Lilla               |
| 17  |  |  | René Bihel              | Olympique Marsiglia |
| 17  |  |  | Roger Quenolle          | RC Paris            |
| 17  |  |  | Antoine Rodriguez       | Saint-Étienne       |
| 16  |  |  | Pierre Flamion          | Stade Reims         |
| 16  |  |  | Georges Sesia           | Stade Français      |
| 16  |  |  | Henri Cammarata         | Tolosa              |

## Percorso dei club nelle coppe europee
| Club        | Competizione | Risultato | Ultimo avversario |
| ----------- | ------------ | --------- | ----------------- |
| Stade Reims | Coppa Latina | 4º posto  | Torino (3-5)      |